# GTFO (비디오 게임)
GTFO(Get The Fuck Out)는 스웨덴 인디 스튜디오 10 Chambers Collective가 개발 한 서바이벌 호러 1인칭 슈팅 협력 게임이다. GTFO는 2019년 12월 9일 Microsoft Windows 용으로 초기 사용자 릴리스로 Steam의 Early Access에 긍정적인 반응을 보였다. 정식 출시 일정은 아직 결정되지 않았다.

## 줄거리
죄수로 구성된 팀은 칙술루브 충돌구 지하에 있는 칙술루브 충돌체를 연구하기 위해 설립되었지만 모종의 사건으로 인하여 황폐화된 비밀 연구소에서 운석에서 나온 기생충이나 곰팡이에 감염된 인간형 변이체들을 상대하여야 한다.

## 게임 플레이
플레이어는 광대한 지하 연구소 단지를 탐험해야하는 4명의 죄수로 구성된다. 이 과정을 복잡하게 만드는 것은 전체 지역을 뛰어 넘는 끔찍한 괴물의 존재이다. 플레이어는 생존하기 위해 탈출 방법을 찾아야 한다.